# Stephen Thomas Erlewine
Stephen Thomas „Tom“ Erlewine (* 18. června 1973 Ann Arbor, Michigan, USA) je americký hudební kritik a redaktor AllMusic. Na AllMusic je autorem mnoha životopisů a hudebních recenzí, ale též působí na volné noze, občas píše texty na obaly alb. Je také frontmanem a kytaristou annarborské kapely Who Dat?.
Erlewine je synovcem hudebníka a zakladatele AllMusic Michaela Erlewinea. Studoval angličtinu na University of Michigan. V jejích studentských novinách The Michigan Daily byl nejprve hudebním (1993–1994) a poté uměleckým (1994–1995) redaktorem. Podílel se též na mnoha knihách, včetně All Music Guide to Rock: The Definitive Guide to Rock, Pop, and Soul nebo All Music Guide to Hip-Hop: The Definitive Guide to Rap & Hip-Hop.